# Hannes Kröger
Hannes Kröger is een muziekproject van de Duitse zanger Sascha Wahlbeck en de producenten Peter Hoffmann en Franz Plasa. In 1988 werd de act door de hitsingle Der blonde Hans een onehitwonder.
Peter Hoffmann en Franz Plasa, twee producenten uit Hamburg, namen in 1988 met Sascha Wahlbeck de dancehit Der blonde Hans op. Daarop waren naast Wahlbergs stem ook oorspronkelijke stemmen van Hans Albers uit diens film Große Freiheit Nr. 7 te horen. Het lied bleef 19 weken in de Duitse singlehitlijst en scoorde een 5e plaats. Van het lied werd in 1988 van het muziekproject Fix und Fertig de parodistische coverversie Der blonde Hans von der Bundesbahn opgenomen, die zich ook wist te plaatsen in de Duitse singlehitlijst.
De daaropvolgende single Es wird Nacht auf St. Pauli, die eveneens was gebaseerd op Hans Albers-citaten, miste een hitparadenotering. In 1990 bracht het team een coverversie uit van de Kraftwerk-hit Das Model, waar echter geen aandacht aan werd besteed. 

## Discografie

### Singles
- 1988: Wie geht’s? (als Happy Hour)
- 1988: Ist das deutsch (Germans in the House) (als Der wilde Fritz)
- 1988: Der blonde Hans
- 1989: Es wird Nacht auf St. Pauli – Der blonde Hans Part II
- 1990: Das Model